# 米面蓊属
米面蓊属（学名：Buckleya）是檀香科下的一个属，为半寄生灌木植物。该属共有5种，分布于北美和东亚。

## 下属物种
- 秦岭米面蓊 Buckleya graebneriana
- 米面蓊 Buckleya lanceolate